# Publio Falcidio
Publio Falcidio (en latín: Publius Falcidius) fue un antiguo romano tribuno de la plebe en el 40 a. C., de la gens Falcidia.
Fue el autor de la lex Falcidia de Legatis, una ley sobre herencias que se mantuvo en vigor hasta el siglo VI, desde que Justiniano la incorporó a las Institutiones. 
Es de notar que Dión Casio confunda su significado. Dice que el heredero, si no deseaba la herencia, estaba autorizado por la ley falcidiana a rechazarla al tomar solo una cuarta parte. Pero la lex Falcidia promulgaba que al menos una cuarta parte de la herencia o propiedad del testador debería estar asegurada al heredero nombrado en el testamento. El objetivo de esta ley, como el de la lex Voconia era evitar que se repudiaran las herencias gravadas con muchos y cuantiosos legados.
El nombre de Falcidio mencionado por Cicerón en su discurso de la lex Manilia tenía el praenomen Cayo y había sido tribuno de la plebe y legado (legatus), pero se desconoce en qué año.